# Гуру
Гу́ру́ (санскр. गुरु — достойный, великий, важный, тяжёлый, утвердившийся в истине, непоколебимый, учитель, мастер) в индуизме и буддизме — духовный наставник, учитель. В пенджабском сикхизме — титул главы религиозной общины.
Первые упоминания о понятии гуру встречаются в ведических текстах. В 1-м тысячелетии до н. э. гуру и его школа (гуру-кула) устоялись как общественные институты. Они позволяли хранить и распространять духовное знание, обучать следующие поколения Ведам, Упанишадам и другим священным текстам. Археологические и эпиграфические данные, относящиеся к середине 1-го тысячелетия н. э., свидетельствуют о том, что в Индии существовало множество крупных гуру-кул, где благодаря отношениям между учителем и учеником (гуру-шишья) стала возможна передача знаний по широкому кругу областей. Гуру отвечали за писания, грамматику, философию, танец, музыку и живопись.
Гуру, в строгом смысле, является духовным учителем, передающим знание (прежде всего, истину о Боге, Брахмане), тем, кто направляет и питает пробуждение ученика. В ряде пуран утверждается, что гуру в Кали-югу не является безупречным авторитетом.
В индуистском тантризме, по утверждению французского индолога Андре Паду, гуру, согласно традиции, обычно должен быть брахманской варны, должен происходить из хорошей семьи; как правило, тантрический гуру должен быть женатым мужчиной, знать шастры и быть способным обучать им, и т. д.
Гуру — это также одно из имён Брихаспати в индуизме.